# Venezuela en la clasificación de Conmebol para la Copa Mundial de Fútbol de 2010
La Selección de fútbol de Venezuela fue uno de los 10 equipos participantes en las Eliminatorias sudamericanas al Mundial Sudáfrica 2010.

## Resumen

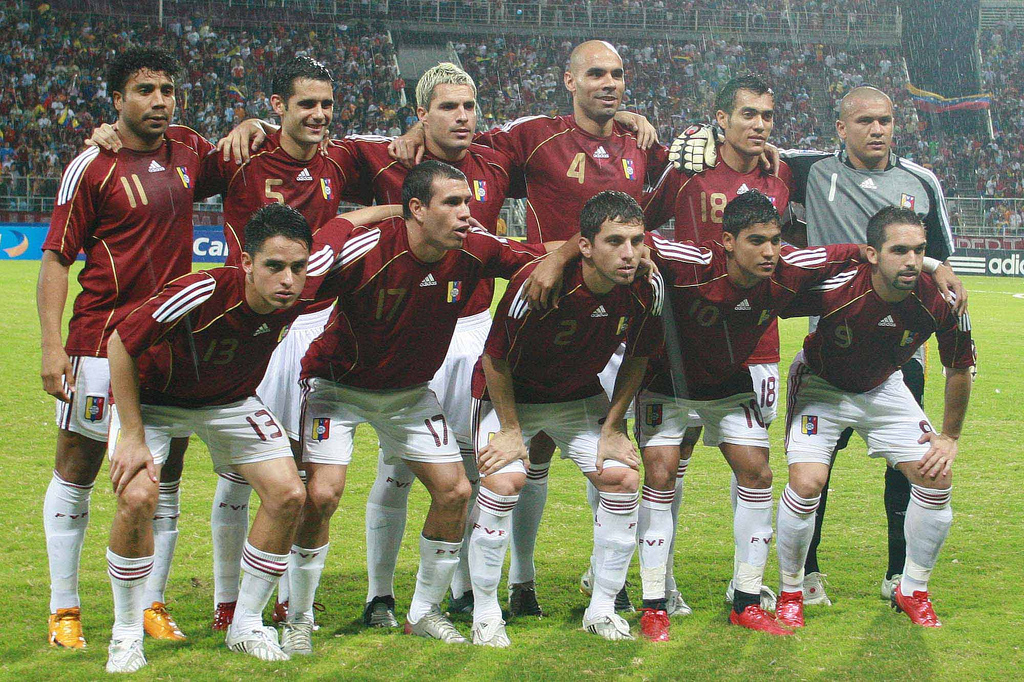
Selección venezolana previa a un partido de las eliminatorias al Mundial de Sudáfrica 2010.

En las Eliminatorias al Mundial de Sudáfrica 2010, Venezuela cosechó otro éxito al derrotar al Ecuador en Quito 0-1 con un gol desde más de 40 metros de José Manuel Rey.
A pocos días de haber derrotado a Bolivia 5-3, se corrió un rumor de que Richard Páez había renunciado debido a los incidentes en el partido. Durante dicho juego, los fanáticos le reclamaron a viva voz que sustituyera a su hijo (Ricardo Páez) además de insultarlo y pedirle su renuncia. Al término del partido le declaró a Juan Carlos Rutilo, reportero del canal deportivo Meridiano Televisión, que "Yo soy el seleccionador y que se fueran (los fanáticos) a dirigir a su casa, que si querían dirigir ellos que se buscaran a otro pero aquí nadie me dirige la selección". Esto provocó un enfrentamiento entre Richard Páez de un lado y la prensa y fanáticos por otro, situación que terminaría el 26 de noviembre con la renuncia oficial de Páez, alegando que se había creado una atmósfera inadecuada y que como él no iba a cambiar su estilo que tantos resultados positivos había dado, el prefería dar un paso al costado para no interrumpir con el sueño de toda una nación: Clasificar a la Copa Mundial de Fútbol Sudáfrica 2010.
Jugadores como Rafael Dudamel estuvieron de acuerdo con la decisión, aunque algunos la lamentaron como Jorge Rojas, a tal punto que el "Zurdo" estuvo considerando retirarse de la selección.
Pronto comenzaron a sonar cantidades de nombres para sustituirlo entre los que destacaron entrenadores venezolanos como Noel Sanvicente (del Caracas FC), Carlos Maldonado (Deportivo Táchira), Alí Cañas (Monagas SC) y César Farías (Deportivo Anzoátegui); también se consideraron a técnicos extranjeros, como los colombianos Luis Fernando Suárez y Hernán "Bolillo" Gómez, los argentinos Américo "El Tolo" Gallego, Héctor "El Bambino" Veira, Daniel Passarella, el peruano Miguel Company, el brasileño Paulo César Carpeggiani, así como los serbios Ratomir Dujković y Bora Milutinović.
A pesar de que el candidato principal de la prensa y los fanáticos era Noel Sanvicente, un desacuerdo económico entre él y la Federación Venezolana de Fútbol hizo que se decidieran por César Farías y asumiría el 31 de diciembre el cargo de director técnico hasta 2009.
César Farías comenzó la eliminatoria con buen pie, al empatar en Montevideo ante la Selección de Uruguay (1-1). Luego sufrió una serie de derrotas contra Chile (2-3), Perú (1-0), Paraguay (2-0) y Brasil (0-4). Esta racha negativa terminó con una victoria sobre Ecuador, donde Giancarlo Maldonado se convertiría en el máximo goleador en la historia de la Selección (3-1). Luego serían goleados por Argentina (4-0) en Buenos Aires, pero vencieron a Colombia (2-0) en el Estadio Cachamay para así ubicarse a 3 puntos del puesto de repechaje. Para el próximo partido ante Bolivia, la selección se preparó arduamente para afrontar el juego de visitante en La Paz, donde se mantuvieron en un proceso de adaptación a la altura por más de un mes. El resultado fue concreto, Venezuela ganaría (1-0) ante Bolivia, siendo la primera victoria del combinado nacional en La Paz, además de significar la primera cosecha de puntos como visitante. Además del resultado se nombra la actuación del guardameta Rafael Romo, que siendo su primer juego en eliminatorias, consiguió mantener su valla en cero.
Para la próxima fecha Venezuela enfrentaría a Uruguay como local en Puerto Ordaz. La selección nunca había llegado a tener aspiraciones de clasificar al mundial más cercanas a esta, donde se colocaban solo a un punto del quinto puesto de repechaje. El partido contra Uruguay concluyó (2-2), dejando a Venezuela en el 8.º lugar, estando de nuevo a tres puntos del repechaje. Luego jugaría contra Chile en el difícil Estadio Monumental donde consiguieron un importantísimo empate (2-2) y así colocarse a 2 puntos del repechaje La jornada concluiría con la victoria de Venezuela (3-1) sobre Perú en Puerto La Cruz, consiguiendo de manera histórica la máxima cantidad de puntos conseguidos en una Eliminatoria al Mundial, ubicándose en el 7.º lugar con 21 puntos, y a un solo punto del repechaje.
Las últimas fechas serían de total importancia, pero la Selección cayo 1-2 contra Paraguay, haciendo que Venezuela necesitara un cruce de resultados nada favorables. El 14 de octubre del 2009 Venezuela consigue un resultado histórico, siendo la última fecha de las eliminatorias, se consigue no solo un empate contra Brasil, sino también la primera cosecha de puntos ante el pentacampeón mundial en una eliminatoria.
Venezuela acabó la eliminatoria con un total de 6 victorias, 4 empates, 8 derrotas, 23 goles a favor y 29 en contra y una diferencia de goles de -6, para promediar así un total de 22 puntos, que lo ubican 8.ª en la clasificación.

### Tabla de posiciones[3]
| Equipo    | Pts | PJ | PG | PE | PP | GF | GC | Dif |
| --------- | --- | -- | -- | -- | -- | -- | -- | --- |
| Brasil    | 34  | 18 | 9  | 7  | 2  | 33 | 11 | 22  |
| Chile     | 33  | 18 | 10 | 3  | 5  | 32 | 22 | 10  |
| Paraguay  | 33  | 18 | 10 | 3  | 5  | 24 | 16 | 8   |
| Argentina | 28  | 18 | 8  | 4  | 6  | 23 | 20 | 3   |
| Uruguay   | 24  | 18 | 6  | 6  | 6  | 28 | 20 | 8   |
| Ecuador   | 23  | 18 | 6  | 5  | 7  | 22 | 26 | -4  |
| Colombia  | 23  | 18 | 6  | 5  | 7  | 14 | 18 | -4  |
| Venezuela | 22  | 18 | 6  | 4  | 8  | 23 | 29 | -6  |
| Bolivia   | 15  | 18 | 4  | 3  | 11 | 22 | 36 | -14 |
| Perú      | 13  | 18 | 3  | 4  | 11 | 11 | 34 | -23 |

| L\V                  | Bandera de Argentina | Bandera de Bolivia | Bandera de Brasil | Bandera de Chile | Bandera de Colombia | Bandera de Ecuador | Bandera de Paraguay | Bandera de Perú | Bandera de Uruguay | Bandera de Venezuela |
| Bandera de Argentina |                      | 3:0                | 1:3               | 2:0              | 1:0                 | 1:1                | 1:1                 | 2:1             | 2:1                | 4:0                  |
| Bandera de Bolivia   | 6:1                  |                    | 2:1               | 0:2              | 0:0                 | 1:3                | 4:2                 | 3:0             | 2:2                | 0:1                  |
| Bandera de Brasil    | 0:0                  | 0:0                |                   | 4:2              | 0:0                 | 5:0                | 2:1                 | 3:0             | 2:1                | 0:0                  |
| Bandera de Chile     | 1:0                  | 4:0                | 0:3               |                  | 4:0                 | 1:0                | 0:3                 | 2:0             | 0:0                | 2:2                  |
| Bandera de Colombia  | 2:1                  | 2:0                | 0:0               | 2:4              |                     | 2:0                | 0:1                 | 1:0             | 0:1                | 1:0                  |
| Bandera de Ecuador   | 2:0                  | 3:1                | 1:1               | 1:0              | 0:0                 |                    | 1:1                 | 5:1             | 1:2                | 0:1                  |
| Bandera de Paraguay  | 1:0                  | 1:0                | 2:0               | 0:2              | 0:2                 | 5:1                |                     | 1:0             | 1:0                | 2:0                  |
| Bandera de Perú      | 1:1                  | 1:0                | 1:1               | 1:3              | 1:1                 | 1:2                | 0:0                 |                 | 1:0                | 1:0                  |
| Bandera de Uruguay   | 0:1                  | 5:0                | 0:4               | 2:2              | 3:1                 | 0:0                | 2:0                 | 6:0             |                    | 1:1                  |
| Bandera de Venezuela | 0:2                  | 5:3                | 0:4               | 2:3              | 2:0                 | 3:1                | 1:2                 | 3:1             | 2:2                |                      |

### Puntos obtenidos contra cada selección durante las eliminatorias
La siguiente es una tabla detallada de los 22 puntos obtenidos contra cada una de las 9 selecciones que enfrentó la Selección venezolana durante las eliminatorias. 
| VS        | Bandera de Argentina | Bandera de Bolivia | Bandera de Brasil | Bandera de Chile | Bandera de Colombia | Bandera de Ecuador | Bandera de Paraguay | Bandera de Perú | Bandera de Uruguay | Total |
| --------- | -------------------- | ------------------ | ----------------- | ---------------- | ------------------- | ------------------ | ------------------- | --------------- | ------------------ | ----- |
| Local     | 0                    | 3                  | 0                 | 0                | 3                   | 3                  | 0                   | 3               | 1                  | 13    |
| Visitante | 0                    | 3                  | 1                 | 1                | 0                   | 3                  | 0                   | 0               | 1                  | 9     |
| Total     | 0                    | 6                  | 1                 | 1                | 3                   | 6                  | 0                   | 3               | 2                  | 22    |

## Partidos

### Primera vuelta
| 13 de octubre de 2007 | Ecuador | 0:1 (0:0) | Venezuela | Estadio Olímpico Atahualpa, Quito                                         |                                                                           |
|                       |         |           | Rey 67'   | Asistencia: 29.644 espectadores Árbitro(s): Marcelo René Ortubé (Bolivia) | Asistencia: 29.644 espectadores Árbitro(s): Marcelo René Ortubé (Bolivia) |

| 16 de octubre de 2007 | Venezuela | 0:2 (0:2) | Argentina              | Estadio José Encarnación Romero, Maracaibo                        |                                                                   |
|                       |           |           | Milito 16' · Messi 43' | Asistencia: 10.600 espectadores Árbitro(s): Carlos Simon (Brasil) | Asistencia: 10.600 espectadores Árbitro(s): Carlos Simon (Brasil) |

| 17 de noviembre de 2007 | Colombia   | 1:0 (0:0) | Venezuela | Estadio El Campín, Bogotá                                       |                                                                 |
|                         | Bustos 81' |           |           | Asistencia: 30.000 espectadores Árbitro(s): Rubén Selma (Chile) | Asistencia: 30.000 espectadores Árbitro(s): Rubén Selma (Chile) |

| 20 de noviembre de 2007 | Venezuela                                          | 5:3 (2:2) | Bolivia                    | Polideportivo de Pueblo Nuevo, San Cristóbal                         |                                                                      |
|                         | Arismendi 19' 40' · Guerra 81' · Maldonado 89' 92' |           | Martins 18' 77' · Arce 27' | Asistencia: 10.600 espectadores Árbitro(s): Salvio Fagundes (Brasil) | Asistencia: 10.600 espectadores Árbitro(s): Salvio Fagundes (Brasil) |

| 14 de junio de 2008 | Uruguay    | 1:1 (1:0) | Venezuela  | Estadio Centenario, Montevideo                                         |                                                                        |
|                     | Lugano 12' |           | Vargas 55' | Asistencia: 48.000 espectadores Árbitro(s): Alfredo Intriago (Ecuador) | Asistencia: 48.000 espectadores Árbitro(s): Alfredo Intriago (Ecuador) |

| 19 de junio de 2008 | Venezuela                  | 2:3 (0:0) | Chile                             | Estadio José Antonio Anzoátegui, Puerto La Cruz                       |                                                                       |
|                     | Maldonado 58' · Arango 80' |           | Suazo 61' (pen.) 90' · Jara 72' · | Asistencia: 35.000 espectadores Árbitro(s): Roberto Silvera (Uruguay) | Asistencia: 35.000 espectadores Árbitro(s): Roberto Silvera (Uruguay) |

| 6 de septiembre de 2008 | Perú     | 1:0 (1:0) | Venezuela | Estadio Monumental de Ate, Lima                                       |                                                                       |
|                         | Alva 38' |           |           | Asistencia: 10.000 espectadores Árbitro(s): Óscar Maldonado (Bolivia) | Asistencia: 10.000 espectadores Árbitro(s): Óscar Maldonado (Bolivia) |

| 9 de septiembre de 2008 | Paraguay                 | 2:0 (2:0) | Venezuela | Estadio Defensores del Chaco, Asunción                                  |                                                                         |
|                         | Riveros 29' · Valdez 45' |           |           | Asistencia: 40.000 espectadores Árbitro(s): Héctor Baldassi (Argentina) | Asistencia: 40.000 espectadores Árbitro(s): Héctor Baldassi (Argentina) |

| 12 de octubre de 2008 | Venezuela | 0:4 (0:3) | Brasil                                  | Polideportivo de Pueblo Nuevo, San Cristóbal                          |                                                                       |
|                       |           |           | Kaká 6' · Robinho 10' 66' · Adriano 19' | Asistencia: 38.000 espectadores Árbitro(s): Víctor Hugo Rivera (Perú) | Asistencia: 38.000 espectadores Árbitro(s): Víctor Hugo Rivera (Perú) |

### Segunda vuelta
| 15 de octubre de 2008 | Venezuela                                 | 3:1 (1:1) | Ecuador  | Estadio José Antonio Anzoátegui, Puerto La Cruz                   |                                                                   |
|                       | Maldonado 45+2' · Moreno 56' · Arango 67' |           | Mina 11' | Asistencia: 15.000 espectadores Árbitro(s): Enrique Osses (Chile) | Asistencia: 15.000 espectadores Árbitro(s): Enrique Osses (Chile) |

| 28 de marzo de 2009 | Argentina                                            | 4:0 (2:0) | Venezuela | Estadio Antonio Vespucio Liberti, Buenos Aires                   |                                                                  |
|                     | Messi 25' · Tévez 45+2' · Rodríguez 52' · Agüero 73' |           |           | Asistencia: 60.000 espectadores Árbitro(s): Víctor Rivera (Perú) | Asistencia: 60.000 espectadores Árbitro(s): Víctor Rivera (Perú) |

| 31 de marzo de 2009 | Venezuela              | 2:0 (0:0) | Colombia | Estadio Cachamay, Puerto Ordaz                                 |                                                                |
|                     | Miku 77' · Arango 81'' |           |          | Asistencia: 35.000 espectadores Árbitro(s): Pablo Pozo (Chile) | Asistencia: 35.000 espectadores Árbitro(s): Pablo Pozo (Chile) |

| 6 de junio de 2009         | Bolivia | 0:1 (0:1) | Venezuela         | Estadio Hernando Siles, La Paz                                              |                                                                             |
|                            |         |           | Rivero 32' (a.g.) | Asistencia: 30.000 espectadores Árbitro(s): Carlos Vera Rodríguez (Ecuador) | Asistencia: 30.000 espectadores Árbitro(s): Carlos Vera Rodríguez (Ecuador) |
| Primera victoria en La Paz |         |           |                   |                                                                             |                                                                             |

| 10 de junio de 2009 | Venezuela              | 2:2 (1:0) | Uruguay                 | Estadio Cachamay, Puerto Ordaz                                       |                                                                      |
|                     | Maldonado 9' · Rey 74' |           | Suárez 60' · Forlan 72' | Asistencia: 42.000 espectadores Árbitro(s): Salvio Fagundes (Brasil) | Asistencia: 42.000 espectadores Árbitro(s): Salvio Fagundes (Brasil) |

| 5 de septiembre de 2009 | Chile                  | 2:2 (1:2) | Venezuela               | Estadio Monumental, Santiago                                      |                                                                   |
|                         | Vidal 10' · Millar 52' |           | Maldonado 34' · Rey 45' | Asistencia: 45.000 espectadores Árbitro(s): René Ortubé (Bolivia) | Asistencia: 45.000 espectadores Árbitro(s): René Ortubé (Bolivia) |

| 9 de septiembre de 2009 | Venezuela                  | 3:1 (1:1) | Perú                 | Estadio José Antonio Anzoátegui, Puerto La Cruz                   |                                                                   |
|                         | Fedor 33' 51' · Vargas 71' |           | Fuenmayor 41' (a.g.) | Asistencia: 40.000 espectadores Árbitro(s): Carlos Vera (Ecuador) | Asistencia: 40.000 espectadores Árbitro(s): Carlos Vera (Ecuador) |

| 10 de octubre de 2009 | Venezuela  | 1:2 (0:0) | Paraguay                  | Estadio Cachamay, Puerto Ordaz                                     |                                                                    |
|                       | Rondón 85' |           | Cabañas 56' · Cardozo 79' | Asistencia: 42.000 espectadores Árbitro(s): Carlos Chandía (Chile) | Asistencia: 42.000 espectadores Árbitro(s): Carlos Chandía (Chile) |

| 14 de octubre de 2009                                 | Brasil | 0:0 | Venezuela | Estadio Morenao, Campo Grande                                      |  |
|                                                       |        |     |           | Asistencia: 29.000 espectadores Árbitro(s): Víctor Carrillo (Perú) |  |
| Primer empate contra Brasil en cualquier competición. |        |     |           |                                                                    |  |

## Goleadores[4]
| Jugador             | Selección | Goles |
| ------------------- | --------- | ----- |
| Giancarlo Maldonado | Venezuela | 6     |
| José Manuel Rey     | Venezuela | 3     |
| Juan Arango         | Venezuela | 3     |
| Nicolás Fedor       | Venezuela | 3     |
| Daniel Arismendi    | Venezuela | 2     |
| Ronald Vargas       | Venezuela | 2     |
| Alejandro Guerra    | Venezuela | 1     |
| Alejandro Moreno    | Venezuela | 1     |
| Alexander Rondón    | Venezuela | 1     |